# Amphicnemis
Amphicnemis is een geslacht van libellen (Odonata) uit de familie van de waterjuffers (Coenagrionidae).

## Soorten
Amphicnemis omvat 21 soorten:
- Amphicnemis amabilis Lieftinck, 1940
- Amphicnemis annae Lieftinck, 1940
- Amphicnemis bebar Dow, Choong & Ng, 2010
- Amphicnemis bicolor (Martin, 1897)
- Amphicnemis billitonis Lieftinck, 1940
- Amphicnemis dactylostyla Lieftinck, 1953
- Amphicnemis ecornuta Selys, 1889
- Amphicnemis erminea Lieftinck, 1953
- Amphicnemis gracilis Krüger, 1898
- Amphicnemis hoisen Dow, Choong & Ng, 2010
- Amphicnemis kuiperi Lieftinck, 1937
- Amphicnemis madelenae Laidlaw, 1913
- Amphicnemis mariae Lieftinck, 1940
- Amphicnemis martini Ris, 1911
- Amphicnemis pandanicola Lieftinck, 1953
- Amphicnemis platystyla Lieftinck, 1953
- Amphicnemis remiger Laidlaw, 1912
- Amphicnemis smedleyi Laidlaw, 1926
- Amphicnemis triplex Dow, 2014
- Amphicnemis valentini Kosterin & Kompier, 2018
- Amphicnemis wallacii Selys, 1863